# Bernhard Schmidt (Sänger)
Bernhard Schmidt (15. März 1825 in Dragun – 17. Dezember 1892 in Weimar) war ein deutscher Opernsänger (Bass) und Theaterschauspieler.

## Leben
Schmidt wurde von Gesangslehrer Elsner in Berlin künstlerisch ausgebildet und trat am 15. März 1848 am Hamburger Stadttheater zum ersten Mal als Sänger auf. Dann war er in Bremen, Rostock, Danzig, Königsberg, Köln, Braunschweig und Breslau engagiert. Er war sowohl Sänger (Bassist) wie Schauspieler (Charakterdarsteller). Am Weimarer Hoftheater war er in herausragenden Rollen (u. a. „Bartolo“ in Don Giovanni, „Figaro“ in Figaros Hochzeit) zu hören. Schmidt wirkte auch als Lehrer der dortigen Großherzoglichen Orchesterschule.
Verheiratet war er ab 1853 mit der Sängerin Louise Kellberg, seine Tochter war die Opernsängerin Marie Basta.